# Neatsville, Kentucky
Neatsville este o comunitate neîncorporată în comitatul Adair, în statul Kentucky, SUA . Este situată la intersecția dintre ruta Kentucky 206 și ruta Kentucky 76.   Altitudinea sa este de 215m.  Numele orașului a fost scris Neetsville din 1876 până în 1886, când oficiul poștal al orașului s-a închis.  Între anii 1810 - 1900, Neatsville a crescut progresiv devenind un oraș încorporat. A fost mutat de două ori de-a lungul anilor, o dată din cauza inundațiilor din jurul anilor 1900–1902, care au decimat orașul, și o dată în anii 1960, când râul Green a fost îndiguit pentru a face loc rezervorului Green River .

## Istorie
Diverse surse au numit Neatsville de-a lungul istoriei un sat, un sat poștal, un cătun și un oraș.
Comunitatea a fost colonizată la începutul anilor 1800 de către familia Neat, Randolph Neat fiind primul care a achiziționat terenuri acolo. Pe măsură ce s-a extins, comunitatea a crescut pentru a cuprinde mai multe magazine, un hotel, un cabinet medical, mori, distilerii, un salon, o salină, o dogărie, o mașină de cardat și o Lojă Masonică. A fost încorporat ca oraș pe 23 februarie 1847.  Oficiul poștal a fost înființat pe 13 martie 1844 și închis în 1886.  În 1848, populația orașului era estimată la aproximativ 50 de locuitori, iar în 1876, populația orașului era estimată la 60. Loja Masonică a fost mutată la Pellyton⁠(d) în 1917. 

### Relocări
în jurul anilor 1900–1902, o inundație a decimat orașul, necesitând mutarea acestuia de pe malul nordic pe malul sudic al râului Green, fosta locație fiind abandonată. Din cauza inundațiilor, fundațiile clădirilor din fosta locație s-au erodat. O relatare locală din 1916 despre fostul oraș după inundații îl caracteriza ca fiind „aproape distrus” și „în ruine”.  Neatsville a fost ulterior înapoi pe malul nordic cândva în anii 1960, când râul Green a fost îndiguit pentru a permite crearea rezervorului Green River. 